# جيم مورين
جيم مورين (بالإنجليزية: Jim Morin)‏ هو صحفي ورسام كارتون ورسام أمريكي، ولد في 30 يناير 1953 في واشنطن العاصمة في الولايات المتحدة.